# Globalstar
Globalstar é um provedor de comunicações por satélite que é formada por uma constelação de 48 satélites de órbita terrestre baixa (LEO) para telefonia e dados de baixa velocidade de comunicação via satélite, semelhante à constelação de satélites dos sistemas de satélite Iridium e Orbcomm.

## História

### Lançamento
O projeto Globalstar foi lançado em 1991 como um empreendimento conjunto da Loral Corporation e a Qualcomm. Em 24 de março de 1994, os dois patrocinadores anunciaram a formação da Globalstar LP, uma parceria limitada, estabelecida nos EUA, com participação financeira de outras oito empresas, incluindo Alcatel, AirTouch, Deutsche Aerospace, Hyundai e Vodafone. Naquela época, a empresa previa que o sistema seria lançado em 1998, baseado em um investimento de U$1.8 bilhões. A Globalstar recebeu a sua alocação de espectro da FCC (Federal Communications Commission) em janeiro de 1995, e continuou negociando com outras nações para ter direitos de utilização das mesmas frequências de rádio em seus países.
Os primeiros satélites foram lançados em fevereiro de 1998, mas a distribuição do sistema foi atrasada devido ao fracasso de lançamento pela Agência Espacial Federal Russa, em setembro de 1998, que resultou na perda de 12 satélites. Em fevereiro de 2000, a empresa concluiu o lançamento da primeira geração da constelação com os últimos dos 52 satélites - 48 satélites ativos e quatro reservas em órbita. Outros oito satélites não lançados foram mantidos como reserva em terra. A primeira ligação no sistema Globalstar original ocorreu no dia 1 de novembro de 1998. Ela foi feita por Irwin Jacobs, presidente da Qualcomm, em San Diego, para Bernard Schwartz, CEO ("Diretor Executivo") e presidente da Loral Space & Communicationsem Nova Iorque. Em outubro de 1999, foram iniciados testes de facilidade de acesso com 44 dos 48 satélites planejados. Em dezembro de 1999, o sistema iniciou com serviço comercial limitado para 200 usuários com os 48 satélites (e nenhum reserva em órbita). Em fevereiro de 2000, a Globalstar iniciou os serviços comerciais completos com seus 48 satélites e 4 reservas para a América do Norte, Europa e Brasil. Os preços iniciais eram de U$1,79/minuto.

### Reestruturação
Em 15 de fevereiro de 2002, a antiga Globalstar e três das subsidiárias preencheram petições voluntárias nos termos do Capítulo 11 do Código de Falência dos Estados Unidos, dando início ao processo de reconstrução da empresa. Em 2004, a reestruturação da antiga Globalstar foi completa. A primeira etapa foi concluída em 5 de dezembro de 2003, quando a Thermo Capital Partners LLC foi considerada não só a obter o controle operacional do negócio, como também alguma posse de direitos e riscos. A Thermo Capital Partners se tornou a principal dona. A Globalstar LLC foi formada como sociedade anônima de Delaware em novembro de 2003 e foi convertida em Globalstar, Inc. no dia 17 de março de 2006. Em 2007, a Globalstar lançou outros oito satélites reservas, de primeira geração, no espaço, com o intuito de compensar o fracasso prematuro dos seus satélites em órbita, corrigindo em parte o problema com o serviço.

### Segunda geração de satélites
Entre 2010 e 2013, a Globalstar investiu no desenvolvimento da sua segunda geração satelital, com a construção de novos satélites, mais potentes e com maior durabilidade. Foram lançados 24 satélites da segunda geração no esforço de restabelecer o seu sistema de serviço completo, objetivo que foi atingido ao final de 2012. Em 2011, a Globalstar despediu alguns funcionários de diferentes escritórios, para reduzir custos e restruturar  a empresa. Entre 2010 e 2011, a Globalstar mudou alguns setores do Vale do Silício, Califórnia, para Covington, Louisiana, para tirar proveito da redução fiscal e do baixo custo de vida do estado. A partir de então, houve um grande esforço conjunto para restabelecer a marca no mercado internacional, já que, para muitos clientes, a empresa mantinha a imagem de baixa qualidade do serviço. A partir do ano de 2012, novas contratações vem crescendo na empresa, trazendo novos especialistas e funcionários para a Globalstar, inclusive no Brasil. Nesse novo momento, a empresa vem reestruturando sua cadeia de revendedores, investindo em ações de marketing e desenvolvimento de novos produtos.

## Produtos e serviços
Com mais de 315 mil assinantes (a partir de junho de 2008), a Globalstar é o maior fornecedor mundial de serviços de voz e dados móveis por satélite. A Globalstar oferece esses serviços aos usuários comerciais e de lazer em mais de 120 países ao redor do mundo.
Os produtos da companhia incluem telefones móveis e fixos por satélite, modems de dados por satélites simplex e duplex e pacotes via satélite.
No final de 2007, a subsidiária Globalstar SPOT LLC lançou um satélite de mensagens handheld e rastreamento de dispositivo de segurança pessoal conhecido como o SPOT Satellite Messenger.
Muitas indústrias em terra e marítimas fazem uso dos diversos produtos e serviços da Globalstar de áreas remotas além do alcance dos serviços de telefonia móvel e telefone fixo.
Segmentos de clientes globais incluem: petróleo e gás, governo, mineração, silvicultura, pesca comercial, serviços públicos, militares, transporte, construção pesada, preparação para emergências, e continuidade de negócios, bem como os usuários recreativos individuais.
As soluções de dados da Globalstar são usadas para uma variedade de ativos e rastreamento de pessoas, monitoramento de dados e "Controle de Supervisão e Aquisição de Dados" ou aplicações SCADA.

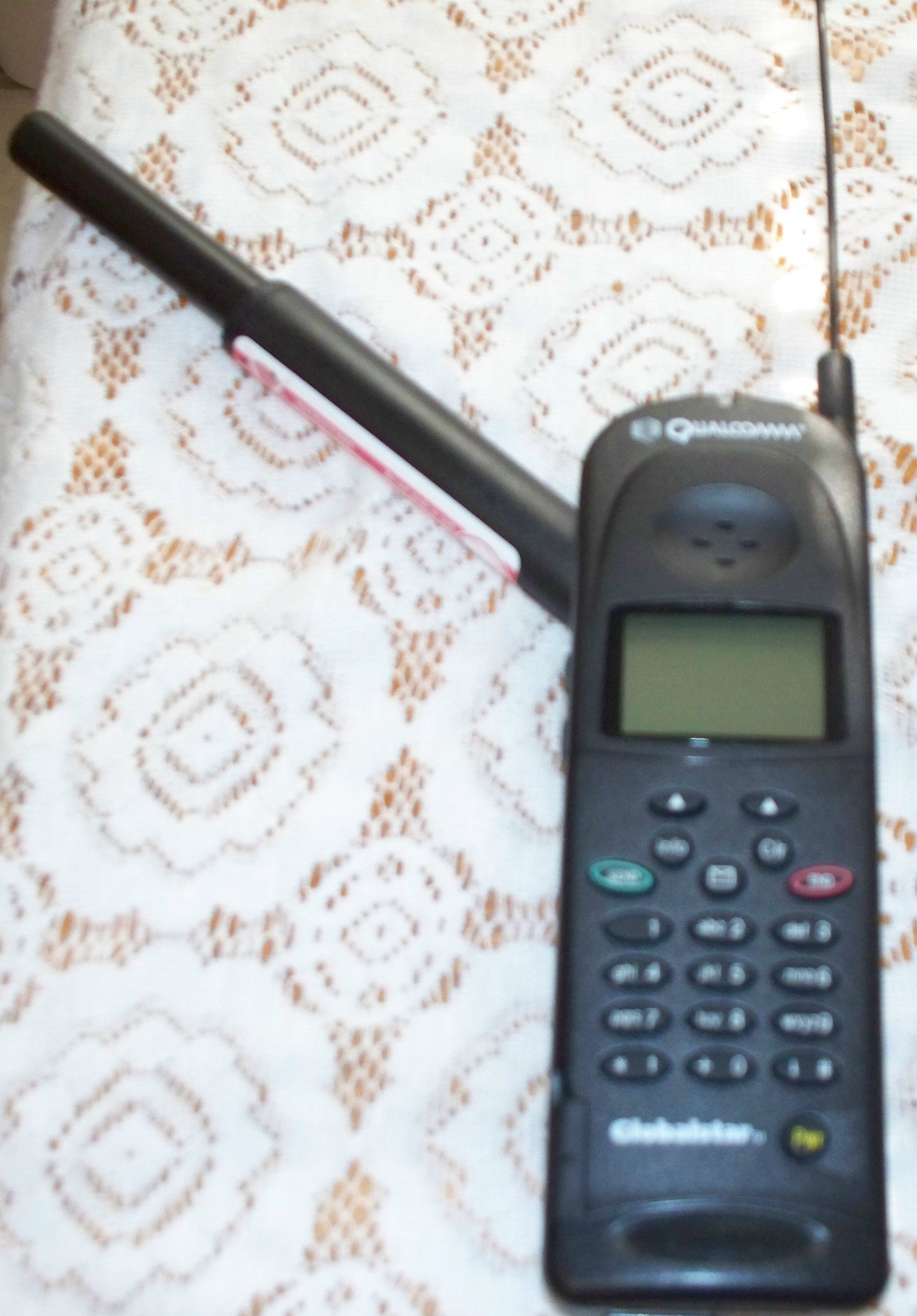
Telefone por satélite Qualcomm GSP-1600.

### Telefones portáteis
- Ericsson R290
- Globalstar GSP-1600
- Globalstar GSP-1700 (current)
- Telit SAT550
- Telit SAT600

### Telefones fixos
- Globalstar GSP-2900

### Simplex Data Modems
- Globalstar STX-2
- Globalstar STX-3
- Geoforce Myte

### Duplex Voice/Data Modules
- Globalstar GSP-1720